# Rohlsdorf (Groß Pankow)
Rohlsdorf ist ein bewohnter Gemeindeteil der Gemeinde Groß Pankow im Landkreis Prignitz in Brandenburg. Es gehört zum Ortsteil Retzin.

## Geografie und Verkehrsanbindung
Rohlsdorf liegt südwestlich des Kernortes Groß Pankow an der Kreisstraße K 7016. Am nördlichen Ortsrand verläuft die B 189 und fließt die Stepenitz, ein rechter Nebenfluss der Elbe.

## Sehenswürdigkeiten

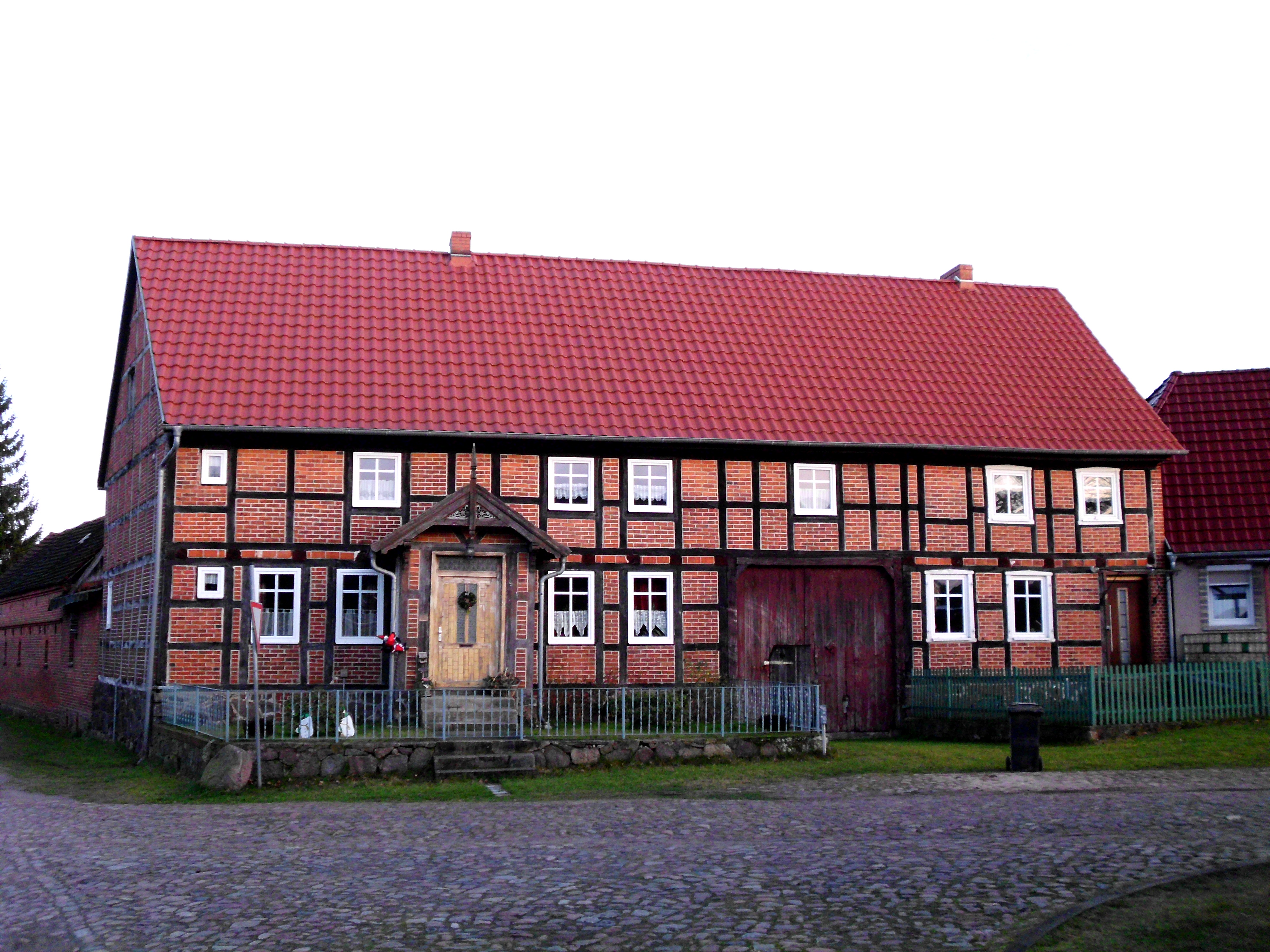
Gehöft, Lindenstraße 2 und 3 (2013)

Als Baudenkmale sind ausgewiesen (siehe Liste der Baudenkmale in Groß Pankow (Prignitz)#Rohlsdorf): 
- Dorfkirche Rohlsdorf mit Kirchhofmauer
- Gehöft (Lindenstraße 2, 3), bestehend aus Wohnhaus, zwei Wirtschaftsgebäuden und Hofpflasterung